# Daugavas ieleja
Daugavas ieleja este o arie protejată (arie specială de conservare — SAC, sit de importanță comunitară — SCI, arie de protecție specială avifaunistică — SPA) din Letonia întinsă pe o suprafață de 1.043,73 ha, integral pe uscat.

## Localizare
Centrul sitului Daugavas ieleja este situat la coordonatele 56°37′12″N 25°07′32″E / 56.6199°N 25.1255°E.

## Înființare
Situl Daugavas ieleja a fost declarat arie de protecție specială avifaunistică în iulie 2002 pentru a proteja 2 specii de plante și 21 de specii de animale. Alte tipuri de protecție:
- sit de importanță comunitară (în mai 2004)
- arie specială de conservare (în mai 2004)[1][3][4]

## Biodiversitate
Situată în ecoregiunea boreală, aria protejată conține 11 habitate naturale: Cursuri de apă de la nivel de câmpie la nivel montan, cu vegetație Ranunculion fluitantis și Callitricho-Batrachion, Pajiști carstice calcaroase sau bazofile, de Alysso-Sedion albi, Pajiști calcaroase din nisipuri xerice, Pajiști uscate seminaturale și facies de acoperire cu tufișuri pe substraturi calcaroase (Festuco-Brometalia) (* situri importante pentru orhidee), Pajiști fino-scandinave uscate până la mezice, bogate în specii de altitudine mică, Liziere de ierburi înalte hidrofile de câmpie și de nivel montan până la alpin, Fânețe de joasă altitudine (Alopecurus pratensis, Sanguisorba officinalis), Izvoare fino-scandinave și mlaștini produse de izvoare bogate în minerale, Izvoare petrifiante cu formare de travertin (Cratoneurion), Pante stâncoase calcaroase cu vegetație casmofită, Păduri pe pante, grohotișuri și ravene de Tilio-Acerion.
La baza desemnării sitului se află mai multe specii protejate:
- plante (2): turiță (Agrimonia pilosa), dedițelul (Pulsatilla patens)
- păsări (15): pescăruș albastru (Alcedo atthis), rață pitică (Anas crecca), Bucephala clangula, barză albă (Ciconia ciconia), cristeiul de câmp (Crex crex), lebădă de vară (Cygnus olor), ciocănitoare cu spate alb (Dendrocopos leucotos), ciocănitoarea de stejar (Dendrocopos medius), codalb (Haliaeetus albicilla), sfrâncioc roșiatic (Lanius collurio), ferestraș mic (Mergus albellus), ferestrașul mare (Mergus merganser), viespar (Pernis apivorus), cormoran mare (Phalacrocorax carbo), ciocănitoare verzuie (Picus canus)
- mamifere (2): vidră de râu (Lutra lutra), liliac de iaz (Myotis dasycneme)
- nevertebrate (1): Osmoderma barnabita
- pești (3): avat (Aspius aspius), zvârluga (Cobitis taenia), zglăvoacă (Cottus gobio)

Pe lângă speciile protejate, pe teritoriul sitului au mai fost identificate 33 de specii de plante, 3 specii de păsări, 3 specii de mamifere, 6 specii de nevertebrate, 1 specie de pești, 1 specie de reptile.